# Festuca pilosella
Festuca pilosella är en gräsart som beskrevs av Evgenii Borisovich Alexeev. Festuca pilosella ingår i släktet svinglar, och familjen gräs. Inga underarter finns listade i Catalogue of Life.